# Hendrik Gerard Bungenberg de Jong
Hendrik Gerard Bungenberg de Jong (* 27. Mai 1893 in Den Haag; † 7. Mai 1977 in Arnhem) war ein niederländischer Chemiker.

## Leben
Hendrik Gerard war der Sohn des Arztes Cornelis Marius de Jong (* 3. Mai 1862 in Den Haag; † 16. Januar 1939 in Lochem) und dessen Frau Neeltje Diederica de Jong (* 13. Mai 1873 in Gouda; † 22. Januar 1953 in Lochem). Er besuchte die höhere Bürgerschule und das Gymnasium seiner Geburtsstadt. 1913 begann er an der Universität Leiden ein Studium der Biologie, welches er 1914 an der Universität Utrecht fortsetzte und dort 1916 sein Kandidatenexamen in Biologie bestand. Danach wechselte er die Studienrichtung zur Chemie, wozu er 1917 das Kandidatenexamen in Chemie bestand und 1919 sein Doktoralsexamen absolvierte. 1920 wurde er Assistent von Hugo Rudolph Kruyt und beschäftigte sich mit einem Modell gerichteter Diffusion durch biologische Membranen. Dabei legte man die Grundlage für das Verständnis der Rolle, welche Belastungsfaktoren und wie die Feuchtigkeit, bei der Stabilität von lyophilen Kolloiden spielen.
1922 wechselte er seinen Nachnamen de Jong, in Anlehnung des Nachnamens seine Großmutter väterlicherseits, in Bungenberg de Jong. 1923 promovierte er mit der Abhandlung Het agarsol. Bijdrage tot de kennis van den emulsoiden toestand (Deutsch: Das Agarsol. Beiträge zur Kenntnis des Emulsionenzustandes). 1923 wurde er Mitarbeiter am naturkundlichen Labor der Firma Philips und trat 1924 in den Dienst der holländischen Kunstseidenindustrie in Breda. Bei letzterer Firma beschäftigte er sich mit der Viskosität von Zellulose. Aufgrund seiner zahlreichen Publikationen berief man ihn 1926 zum Professor für medizinischen Chemie an die Universität Leiden, welche Aufgabe er am 26. Januar 1927 mit der Rede De physisch-chemische gesteldheid der kolloide eiwitten en hare beteekenis voor het organisme (Deutsch: Der physikalisch-chemische Zustand der kolloidalen Proteine und ihre Bedeutung für den Organismus) begann.
Bungenberg de Jong setzte seine Arbeiten auf dem Gebiet der Kolloidchemie fort, wobei er mehr Augenmerk auf biologische Anwendungen legte. Verdienste erwarb er sich bei der teilweisen Entmischung kolloider Systeme, wofür er mit Kruyt den Begriff Koazervation definierte. Seine Koazervatuntersuchungen erlangten auf dem Gebiet der biologischen Forschungen Bedeutung, bei der Wirkung an biologischen Membranen. So zum Beispiel bei den roten Blutkörperchen, wurden die biologischen Permeabilität untersucht und der Antagonismus der Ionen erkannt. Diese Arbeiten entwickelte sein Schüler Klaas Christiaan Winkler (* 22. Mai 1908 in Amsterdam; † 6. Dezember 1994 in Utrecht) weiter. Seine Forschungen der kolloiden eingebetteten Systeme inspirierte den russischen Forscher Alexander Iwanowitsch Oparin dazu, dass Koazervate eine Rolle bei der Entstehung des Lebens spielen.
Auch seine technischen Anwendungen der Mikroverkapselung fanden Eingang in den heutigen Alltag. So ist das allgemein bekannte kohlenstofffreie Kopierpapier, welches heutzutage bei Laser- oder Tintenstrahldruckern eingesetzt wird, auf seine Forschungsarbeiten zurückzuführen. 1942 wurde Bungenberg de Jong Mitglied der niederländischen Akademie der Wissenschaften. Er verfasste etwa 250 Einzelabhandlungen in den niederländischen Fachzeitschriften und Journalen seiner Zeit. International fand seine Arbeit wenig Betrachtung. 1961 wurde er aus seiner Professur emeritiert und Bungnberg de Jong zog sich von seiner wissenschaftlichen Arbeit zurück. Er wechselte seinen Wohnsitz nach Oosterbeck, wo er sich seiner alten Liebe der Botanik widmete.
Bungenberg de Jong verheiratete sich am 17. November 1921 in Utrecht mit Martina Antonetta van der Linden (* 3. September 1895 in Rotterdam), die Tochter des Reiner Adriaan van der Linden (* 4. Mai 1868 in Zierikzee; † 18. Februar 1934 in Den Haag) und dessen am 15. August 1894 in Zwijndrecht geheirateten Frau Johanna Maria van der Veen (* 28. November 1866 in Zwijndrecht; † 9. September 1950 in Leiden). Aus der Ehe stammen zwei Töchter und ein Sohn.

## Werke (Auswahl)
- Het agarsol. Bijdrage tot de kennis van den emulsoiden toestand. Hajer, Utrecht, 1921 (Online)
- De physisch-chemische gesteldheid der kolloide eiwitten en hare beteekenis voor het organisme. Naeff, Den Haag, 1927
- La coacervation et son importance en biologie. Hermann, Paris, 1936, (2. Bde.)
- Biocolloids and their interactions. Springer Verlag, Wien, 1956